# Yasmine Belkaid
Yasmine Belkaid (Argel, 1968) es una inmunóloga y microbióloga argelina.

## Biografía
Belkaid nació y creció en Argel. Se licenció en Ciencias y obtuvo un máster en Bioquímica en la Universidad de Ciencias y Tecnología Houari Boumediene. Después se trasladó a Francia donde obtuvo un máster en Estudios Avanzados de la Universidad de Paris-Sur, para doctorarse en 1996 en Inmunología en el Instituto Pasteur. Allí estudió las respuestas inmunitarias innatas a la infección por leishmaniosis. Más tarde se estableció en  Estados Unidos para realizar una beca postdoctoral en el Laboratorio de Enfermedades Parasitarias del Instituto Nacional de Alergias y Enfermedades Infecciosas (NIAID, por sus iniciales en inglés). En 2002, se unió al cuerpo docente de la División de Inmunología Molecular del Centro Médico del Hospital Infantil de Cincinnati antes de regresar al NIAID en 2005 como investigadora de seguimiento de tenencia en el Laboratorio de Enfermedades Parasitarias. En 2008 fue nombrada profesora adjunta de Patología y Medicina de Laboratorio en la Universidad de Pensilvania.

## Investigación
Belkaid es investigadora principal del NIAID. Es más conocida por su trabajo en el estudio de las interacciones entre el huésped y los microbios en los tejidos, descubriendo los factores que controlan la regulación inmunológica de los microbios. Belkaid actualmente (2017) es directora del programa de microbios del NIAID.
El grupo de investigación de Belkaid trabaja para comprender los mecanismos que subyacen a las interacciones entre el huésped y los microbios en el tracto gastrointestinal y en la piel, que son puntos de barrera natural entre el funcionamiento interno del huésped y su entorno externo. Más específicamente, el equipo de Belkaid está investigando el papel que desempeña la microbiota en la promoción de la inmunidad contra la infección de otros patógenos dañinos. Aunque a menudo se piensa que los microbios son agentes infecciosos dañinos, su trabajo ha contribuido a que se comprenda el papel que desempeña la microbiota en la inmunidad, una relación beneficiosa conocida como comensalismo, en la que el huésped se beneficia realmente de los microorganismos que viven en ellos o en su interior. Una forma en que los microbios protegen de los patógenos dañinos es compitiendo por el espacio dentro de nuestros cuerpos, lo que evita que los invasores más dañinos se instalen. Su grupo ha contribuido aún más a la comprensión de cómo el sistema inmunológico del huésped puede distinguir entre los microbios beneficiosos y dañinos.
El grupo de Belkaid encontró que ciertos microbios de la piel juegan un papel importante en la defensa inmunológica. Estos microbios comensales interactúan con las células inmunitarias de la piel y les permiten producir una cierta molécula de señalización celular que es necesaria para protegerse contra los microbios dañinos. Llevaron a cabo este experimento utilizando ratones que no tenían microbios naturales en la piel o el intestino, de modo que podían colonizar a esos ratones con una sola cepa de bacterias «buenas». Luego infectaron a los ratones colonizados y libres de bacterias con un parásito y descubrieron que los que no tenían las bacterias buenas eran incapaces de luchar contra el parásito, mientras que los que tenían esas bacterias tenían una respuesta inmunológica eficaz. Su equipo también ha descubierto que las bacterias benéficas que viven en la superficie de la piel también pueden acelerar la cicatrización de las heridas en ratones.
El grupo de Belkaid también estudia lo que sucede cuando hay desequilibrios en nuestro microbioma. Un cierto número de enfermedades son causadas por nuestro sistema inmunológico que se está quedando sin energía. Dado el papel que desempeña el microbioma en la inmunidad del huésped, Belkaid ha contribuido con un importante avance de nuestra comprensión de cómo los cambios en la microbiota pueden contribuir a la enfermedad, en particular a las enfermedades inflamatorias crónicas como la enfermedad de Crohn y la psoriasis. Los cambios en la dieta y el uso de antibióticos han alterado la composición de nuestra microbiota y pueden haber desempeñado un papel importante en el aumento de la prevalencia de ciertas enfermedades inflamatorias crónicas.

## Reconocimientos
Yasmine Belkaid ha sido reconocida por sus investigaciones con la Medalla de Oro de la Unión Internacional de Bioquímica y Biología Molecular (2013), el 
Sanofi-Pasteur International Mid-career Award (2016) y el Premio Emil von Behring (2017). Belkaid es miembro electo de la Academia Americana de Microbiología (2016) y de la Academia Nacional de Ciencias (2017).